# Eutanyacra munifica
Eutanyacra munifica är en stekelart som först beskrevs av Cresson 1867.  Eutanyacra munifica ingår i släktet Eutanyacra och familjen brokparasitsteklar. Inga underarter finns listade i Catalogue of Life.